# 法门寺文化景区

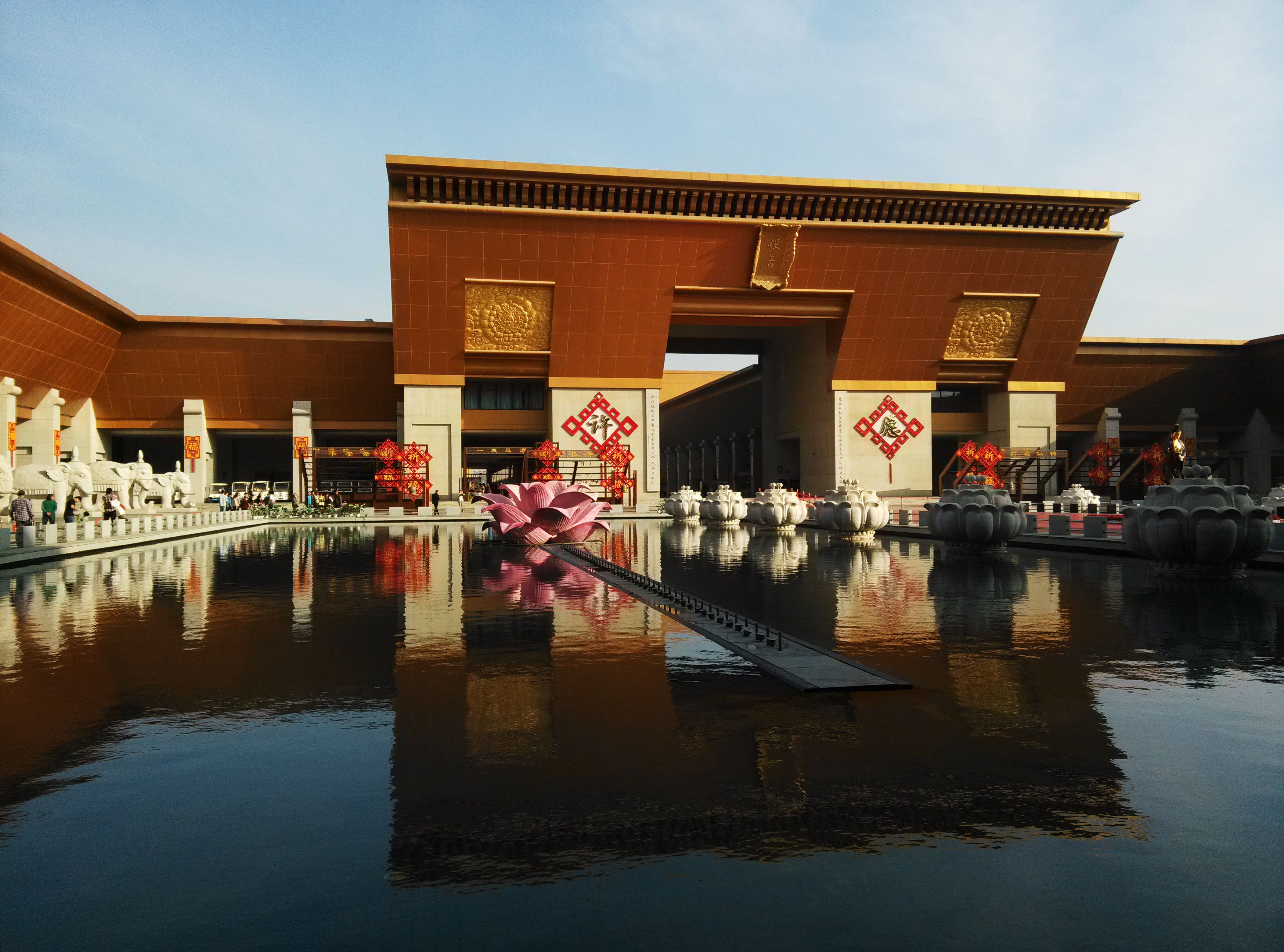
法门寺景区入口

法门寺文化景区位于中国陕西省宝鸡市扶风县，是陕西曲江新区管委会依托法门寺寺院而建立的佛教文化景区，俗称“法门寺景区”。景区整体占地面积达9平方公里，释迦牟尼佛指舍利供奉于景区佛光大道尽头处的合十舍利塔内。

## 历史
21世纪初，陕西省希望将法门寺打造为“世界佛都”，并成为陕西的“第二个文化符号”。2003年宝鸡市法门旅游开发建设有限公司成立。2007年3月，曲江新区管委会根据陕西省委省政府部署，组建了开发建设团队“法门寺景区文化产业集团”，与宝鸡市政府共同开发了法门寺文化景区。

## 景区简介
法门寺文化景区建设始于2007年3月，是陕西省委、省政府强力推出的十大文化旅游工程之一，是陕西建设文化强省、旅游强省的重大举措。它是在构建和谐社会和贯彻党的“十八大”精神政策背景下，依托佛文化资源和地域文化资源进行的文化战略发展项目。同时具有佛宝和古寺保护、宗教旅游开发、民族传统文化创意产业园建设、特色商贸和西府文化产业培育发展等功能，并预期在特色文化城镇建设、陕西西部旅游目的地建设、环境治理和新农村建设诸方面产生强劲的带动和引领作用。其建设目标是：按照国际化标准，高水平、高质量培育旅游经济—文化经济—产业经济—区域经济，形成新的产业形态和新的经济发展模式。

## 第27界世界佛教徒联谊会
第27届世界佛教徒联谊会，于2014年10月16日至19日，在中国宝鸡市法门寺举行。这是“世佛联”大会首次在中国大陆举办。“世佛联”大会截至2014年已在世界其他国家和地区举办过26次。该届世界佛教徒联谊会将邀请来自全世界各个国家和地区的两千余名高僧，其中包括台湾地区多位高僧亦在邀请名单之中。

## 法门寺地宫出土琉璃器
法门寺唐塔地宫出土的各类精美的文物中，20件琉璃器美轮美奂，根据《物账碑》记载，有13件是晚唐僖宗供奉的宫廷用品，除中土样式的茶盏和茶托外，有11件是典型的伊斯兰琉璃器；其余7件，时代应该早于僖宗时期，有的或具有东罗马因素，有的或具有萨珊波斯风格，还有两件素面圈足盘甚至不排除本土生产的可能。这一多元文化风格和因素的琉璃器群组的存在，是开放的唐王朝多元文化和谐共存、合作交流、互鉴发展精神的一个重要体现，最能印证中外文明交流的辉煌。

## 舍利庄严
法门寺地宫出土了四枚释迦牟尼佛指舍利。一枚为“灵骨”，据专家考证，为佛祖真身舍利，是佛教世界至高无上的圣物，也是世界佛教的最大福音，受到佛教世界的顶礼膜拜。亲瞻舍利，亦如亲见佛陀，沐佛慈光、体悟佛智、接种佛恩，深植佛缘。其余三枚为“影骨”，同样也是佛界灵物。四枚舍利被分别安置于地宫四个系列的宝函内，并辅以香料，象征佛教世界的香域宝地。宝函有金、银、铁、石、木、玉、水晶等质地，尤其以八重宝函、五重宝函为极致，其上錾饰丰富的密教造像，装饰华丽，佛义精深，极尽舍利供养之神圣与庄严。
同时在唐代地宫出土的五重宝函中第四重宝函函盖之上的两枚水晶球据最新研究表明，实际上是佛指真身舍利的感应舍利。感应舍利的产生是一种很奇特的瑞像，在佛家来说是心诚所至，从空而得，不同于佛陀与高僧寂灭后火化而得。这两枚感应舍利一大一小，大的直径5.2厘米，重196克；小的直径3.9厘米，重79克。在中国古代佛教史籍中，有着大量有关“祥瑞”、“感应”、“灵验”、“应迹”的记载，重视“感应”是中国佛教的显著特点，感应舍利是佛教中国化过程中的一种重要表现形式。